# Remedios de Escalada (Lanús)
Remedios de Escalada es una ciudad perteneciente al partido de Lanús, en la provincia de Buenos Aires, Argentina. Tiene 9,95 km² de superficie y es, después de Lanús, la localidad de mayor extensión del partido. Hasta mediados de 1945 pertenecía al partido de Lomas de Zamora.

## Toponimia
Recibe su nombre en homenaje a María de los Remedios de Escalada, esposa de José de San Martín.

## Historia

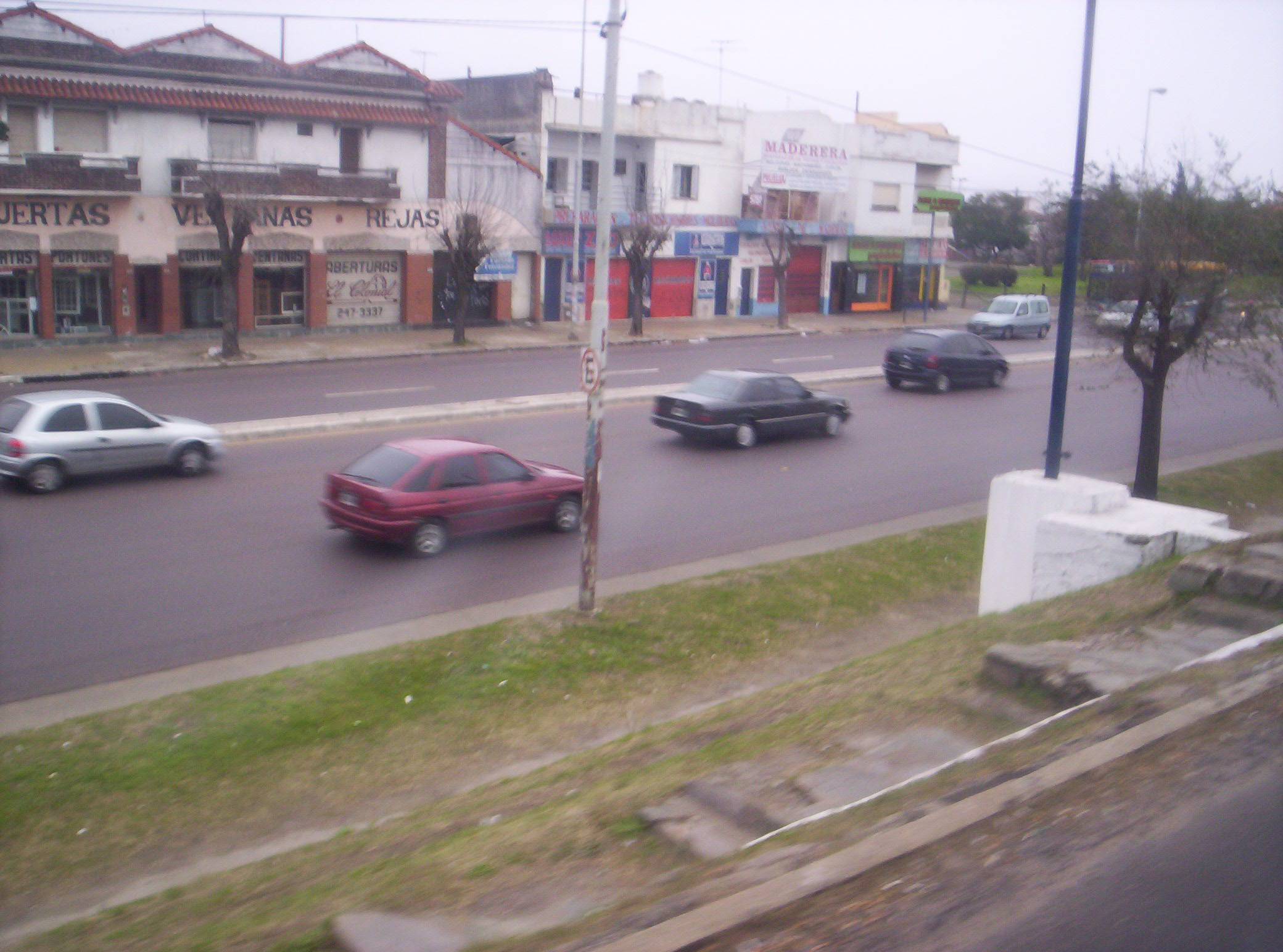
Avenida Hipólito Yrigoyen a la altura del Puente Carretero, Remedios de Escalada.

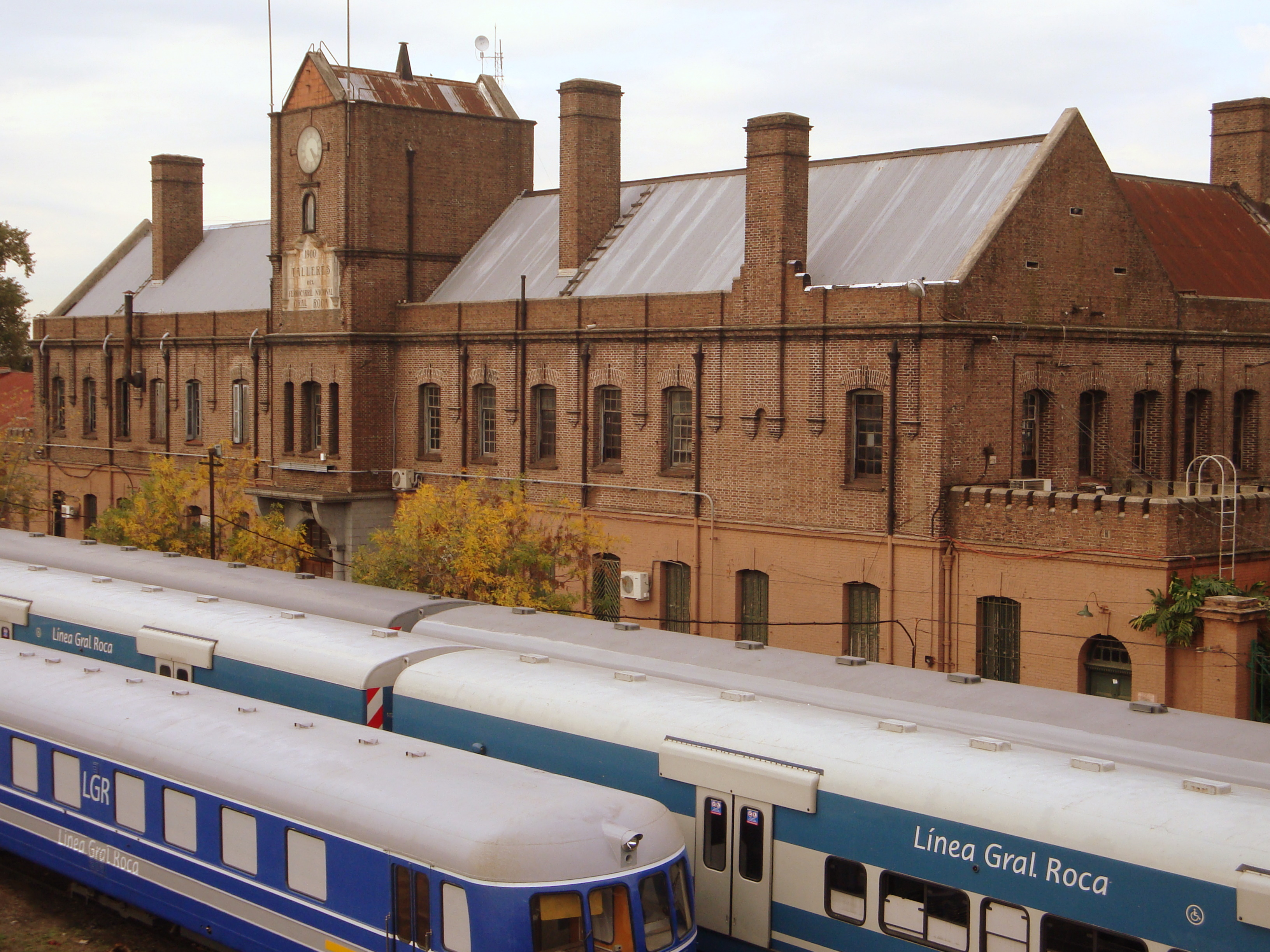
Talleres ferroviarios.

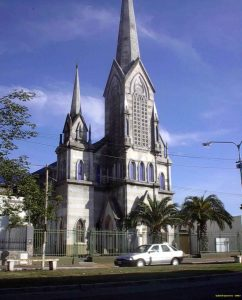
Parroquia Nuestra Señora de los Remedios

Antes de la instalación de los talleres ferroviarios, unos pocos cientos de habitantes constituían la población estable de estas tierras, en las que en 1873 Agustín Eguren creó “Pueblo Edén Argentino”.

### El ferrocarril
En 1890, el Ferrocarril del Sud decidió mudar sus talleres de Estación Sola al "kilómetro 11" de su vía principal, en un lugar conocido como Villa Galíndez. En 1897 compró a Eliseo Ramírez y a los sucesores de Bernardino Ramírez de Lafuente un terreno de 128 hectáreas para construir nuevos talleres, en una zona que compartían los partidos de Barracas al Sur y Lomas de Zamora.
La piedra fundamental del edificio fue colocada el 5 de julio de 1899 y su inauguración, junto con la de un apeadero provisional, se produjo el 26 de octubre de 1901. La magnitud del proyecto fue tal que, al mes siguiente, el diario La Nación le dedicó una importante crónica, en la que destacaba el aumento en el valor de las tierras.
Al año siguiente el ferrocarril habilitó la estación. Como el personal provenía de Barracas, la empresa decidió construir un barrio al que llamó “Las colonias”, situado al este de los talleres, y que fue terminado en 1908. En un principio estas instalaciones eran conocidas como “Los talleres de Banfield”, y la zona Talleres o Villa Talleres.
Además del ferrocarril, se instalaron una fábrica de sombreros, propiedad de Luis Máspero, y más tarde una metalúrgica dirigida por Víctor Marangoni.
El gas llegó en 1902, el correo y el Registro Civil en 1908, mientras que el primer teléfono recién fue instalado en 1925. Entre las primeras instituciones establecidas en la localidad figuran el Club Atlético Talleres en 1906, La Fraternidad en 1908, el Hogar argentino en 1911, el Club Social Presidente Sarmiento en 1912, la Sociedad Italiana de Socorros Mutuos e Instrucción en 1913 y la Cooperativa de Consumos La Internacional en 1914. A ellas se sumó la Unión Ferroviaria en el año 1921.
En septiembre de 1915 Mauricio Parada editó el primer número de “La idea”. Los clubes “Luz y arte”, fundado en 1919, “Siglo XX”, fundado en 1932 y “1º de mayo”, fundado en 1953; y las bibliotecas “Juan B. Justo” del año 1930 y “Barriocanal” de 1955, también contribuyeron a la evolución local. A pesar de que los talleres dominaban el este, la otra parte de Remedios de Escalada tuvo un crecimiento superior. Allí Máspero creó al Sala de Primeros Auxilios y Arturo Melo la biblioteca “Alberdi”, en 1919. En la actualidad existen dos calles de la ciudad que llevan sus respectivos nombres.
En 1923 el nombre de la ciudad, conocida hasta ese momento como Villa Galíndez, es cambiado por el actual, También toma el nombre la estación del ferrocarril el mismo año. En 1924 se instaló la parroquia Nuestra Señora de los Remedios.
En 1930 se fundó la Sociedad de Fomento Villa Lob.
En 1938 se fundó la Agrupación Scout General San Martín a la cual años después fue renombrada como Grupo Scout General San Martín. Los colores de su pañuelo son el rojo y el amarillo. En la actualidad hay tres Ramas Mixtas: la manada de Seonee para niños de 7 a 11 años, la Comunidad Caminantes Impeesa para adolescentes de 14 a 17 años y la Comunidad Rovers Lion para jóvenes de 17 a 21 años y dos homogéneas la Unidad Tuyun (hombres de 11 a 14 años) y la Unidad Melipal (mujeres de 11 a 14 años).
En 1944 la parte que correspondía a Avellaneda pasó a depender de 4 de junio y al año siguiente le tocó el sector a Lomas de Zamora. El 30 de octubre de 1974 la localidad obtuvo el rango de ciudad.
El 13 de junio de 1945, a través del decreto 9231, Remedios de Escalada dejó de pertenecer al partido de Lomas de Zamora y pasó a depender del partido de Lanús.
En 1996 fue edificada la Universidad Nacional de Lanús en terrenos lindantes con los talleres ferroviarios.

## Geografía

### Población

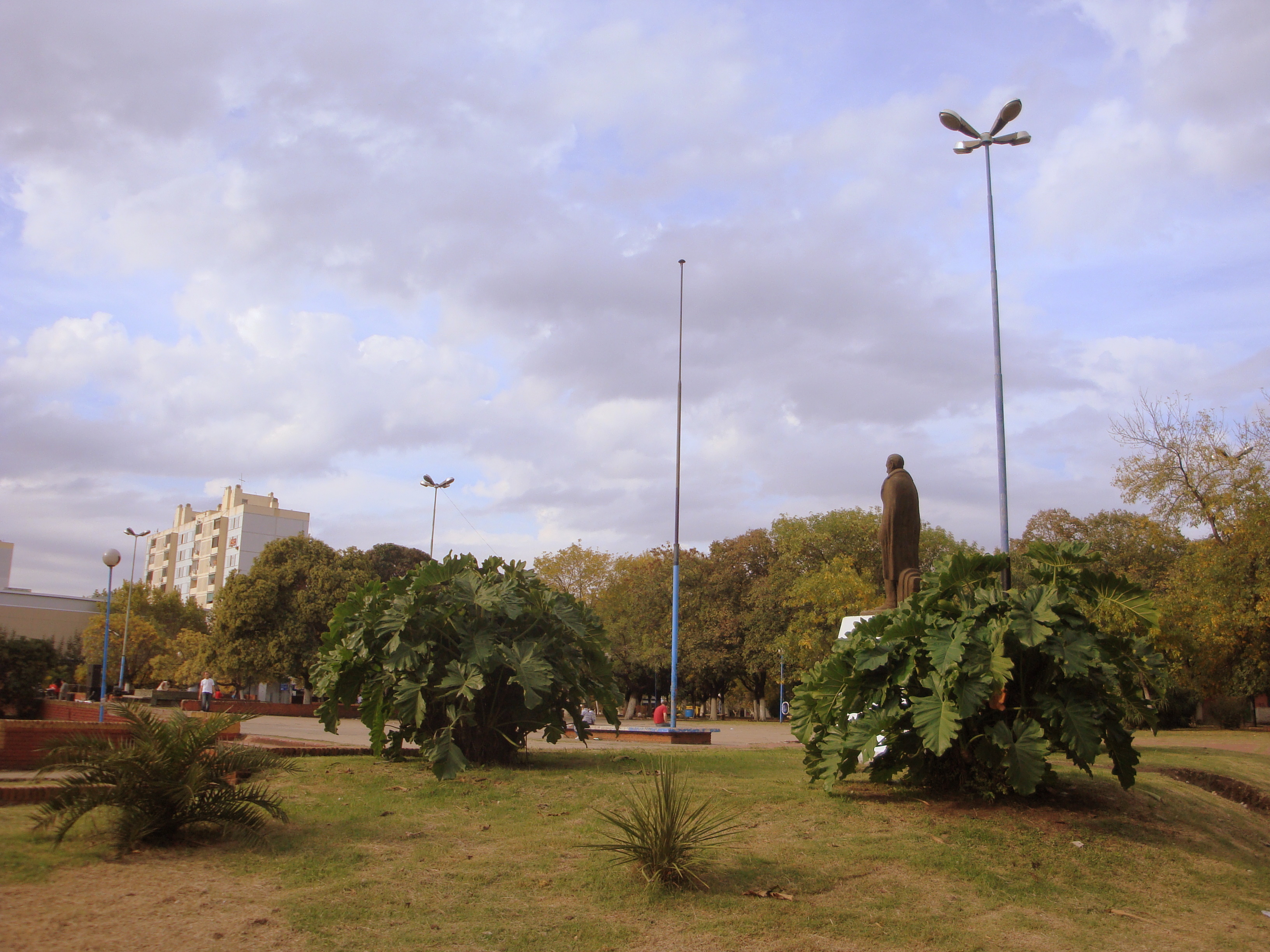
Plaza Mariano Moreno, ubicada delante de la estación de ferrocarril.

Según el último censo, la ciudad de Remedios Escalada, contaba con 81,465 habitantes (Indec, 2001).

## Barrios
Villa Talleres, también conocido como "Villa Rosales", se denomina a lo que en sus comienzos eran una serie de potreros en las cercanías del Estadio de Talleres, y toda la serie de casas cuya construcción en sus comienzos era muy precaria, y en algunos casos persiste, como la "1 de Mayo" y la "3 de Febrero".

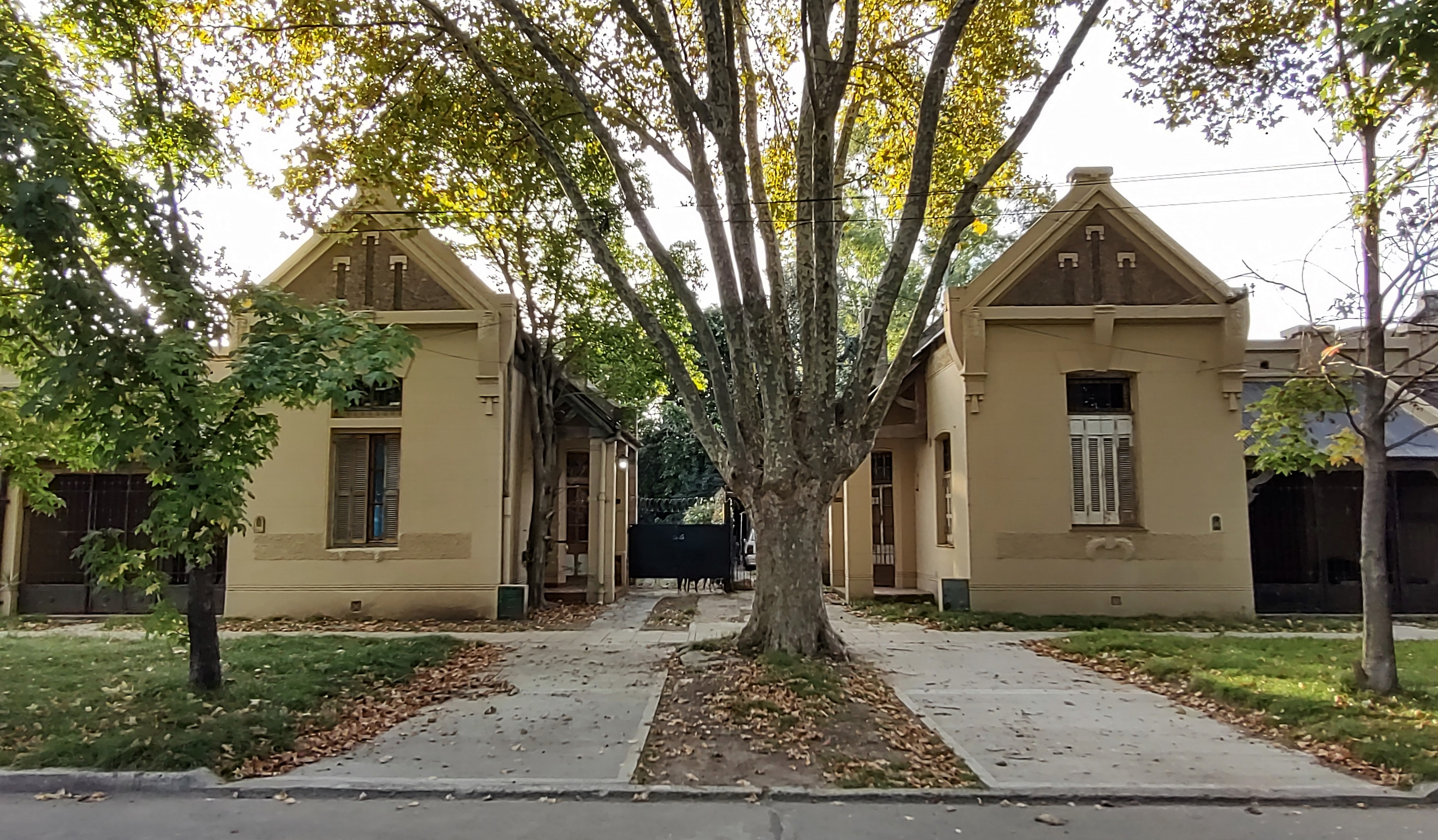
Barrio Las Colonias

Las Colonias es un pintoresco e histórico barrio ferroviario con construcciones y viviendas típicamente inglesas, cuyo origen se remonta al año 1908 por iniciativa del Ferrocarril Sud. Hay casas históricas, ubicadas en las calles Héctor Guidi (Ex Gral. Acha) Entre 29 de Septiembre, Cnel. Albariños, José P. Albarracín y Cnel. Allende, en cercanías de la estación Remedios de Escalada.

## Deportes
La localidad cuenta con el Club Atlético Talleres, institución deportiva decana del partido de Lanús, fundada el 1 de junio de 1906, en la cual se practican todo tipo de disciplinas como básquet, balonmano, vóley, atletismo, hockey, taekwondo, tenis y fútbol, entre otras. El club compite en la liga de fútbol de la Primera Nacional de la Asociación del Fútbol Argentino y hace las veces de local en el Estadio Pablo Comelli, el cual es de su propiedad.
En esta ciudad también se encuentra el Estadio Ciudad de Lanús Néstor Díaz Pérez, que pertenece al Club Atlético Lanús.

## Parroquias de la Iglesia católica en Remedios de Escalada
| Diócesis   | Avellaneda-Lanús                                                |
| ---------- | --------------------------------------------------------------- |
| Parroquias | Nuestra Señora de los Remedios, María Reina, San José de Pompeo |